# رادنکوویچ
رادنکوویچ (به صربی: Radenković) یک منطقهٔ مسکونی در صربستان است که در Sremska Mitrovica Municipality واقع شده‌است. رادنکوویچ ۱٬۰۸۶ نفر جمعیت دارد.